# بليزانت سبرينغز (ويسكونسن)
بليزانت سبرينغز (بالإنجليزية: Pleasant Springs, Wisconsin)‏ هي بلدة تقع بولاية ويسكونسن في الولايات المتحدة. تبلغ مساحتها 92.2 (كم²)، وترتفع عن سطح البحر 262 م، بلغ عدد سكانها 3053 نسمة في عام 2000 حسب إحصاء مكتب تعداد الولايات المتحدة وتصل الكثافة السكانية فيها 35.3 نسمة/كم2.

## وصلات خارجية
- http://www.pleasantsprings.org
- The US50 - Cities and Towns in Wisconsin State
- Wisconsin Cities and Towns, Facts, Map, Flag, Colleges, Government, and More